# Блеск славы
«Блеск славы» (англ. Glory Daze) — американский независимый комедийный фильм 1995 года. Режиссёр и автор сценария Рич Уилкс. Это история о пяти друзьях, которые заканчивают учёбу, но пытаются как можно дольше продлить свою дружбу прежде, чем их пути разойдутся. Саундтреком к фильму занималась панк-рок-группа The Vandals.

## Сюжет
Джек Фримен заканчивает Калифорнийский университет в Санта-Круз со степенью в области искусства. Одновременно он переживает проблемы на личном фронте, его девушка Дина бросила его. Джек живёт в доме под названием «Эль Ранчо», который он снимает вместе с четырьмя своими друзьями: Робом, Дэннисом, Микки и Джошем. Его приятель Роб тоже выпускник, он готовится после вручения дипломов переехать в Лос-Анджелес со своей подругой Джоани, хотя и боится знакомиться с её матерью и не хочет жить рядом с ней. Дэннис — это вечный студент у которого уже есть три учёные степени, но он после выпуска собирается ехать в Мичиган и опять поступать. Микки же талантливый художник-карикатурист, которому учиться ещё один год. У него есть подруга Челси, но он стесняется говорить ей о своих чувствах и не уверен в её симпатии к нему. И пятый товарищ Джош, которого все зовут Слош. Он был многообещающим студентом, но начал выпивать, забросил учёбу и был отчислен. Периодически меняет одну низкооплачиваемую работу на другую.
Джек спрашивает у университетского профессора искусства Лютера, как тому его работа. Профессор Лютер критикует скульптуру Джека, но при этом хвалит фотоочерк Дэнниса. Профессор предлагает Дэннису никуда не ехать после выпуска и остаться работать в университете его ассистентом. Дэннис полагает, что это может быть неплохая идея. Он останется в университете и поработает, а в Мичиган поступит на будущий год. В это время Джек как раз убеждает друзей не разбегаться после выпуска, отложить все свои планы и, хотя бы ещё годик, пожить всем вместе, как в старые-добрые ученические времена, пока никто из них ещё не обременён семьями. Все более-менее соглашаются и друзья устраивают в «Эль Ранчо» вечеринку. Во время вечеринки Челси, подруга Микки, которая устала от его робости и нерешительности, пытается приставать к Джеку. Он отвергает её приставания, ведь она девушка его друга и к тому же он ещё любит свою Дину, хотя она и бросила его. В это время Роб грубо спорит с Джоани и та покидает вечеринку.
На следующий день проходит церемония вручения дипломов. Роб примиряется с Джоани и наконец-то знакомится с её матерью. Джек же спорит со своими родителями о своём будущем. Его отец считает, что искусство, которому он учился последние годы, ничего не стоит и ему нужно искать настоящую «нормальную» работу. Позже, придя в «Эль Ранчо», Джек сам отчитывает Микки, за то что тот нерешителен в отношениях с Челси. В свою очередь Слош призывает Джека поговорить с Дианой и нормально выяснить отношения. Также Джош признаётся, что стал раздолбаем и бросил учёбу именно благодаря Джеку, но не о чём не жалеет, так как он при этом нашёл себя.
Вечером Дэннис проводит беседу с профессором Лютером и осознаёт, что у профессора на него какие-то гомосексуальные планы. Теперь он железно решает покинуть университет и ехать в Мичиган. Таким образом их команда распадается. Друзья понимают, что они должны двигаться дальше по жизни и не держаться за прошлое, а чтобы их вещи не достались будущим жильцам они громят «Эль Ранчо».
На следующий день пятеро друзей расходятся в разные стороны. Роб уезжает в Лос-Анджелес вместе с Джоани. Дэннис отправляется в Мичиган. Слош переезжает в дом-общежитие к первокурсникам, с которыми ранее он уже успел познакомиться. К ним же он переносит и табличку с надписью «Эль Ранчо». Джек покидает город и по пути встречает Дину в кафе. Он оставляет ей сообщение, что не держит больше зла на неё.

## В ролях
- Бен Аффлек — Джек Фримен, выпускник университета, живёт в «Эль Ранчо» со своими друзьями
- Сэм Рокуэлл — Роб, выпускник университета, живёт в «Эль Ранчо»
- Френч Стюарт — Дэннис, «вечный студент», живёт в «Эль Ранчо»
- Винни ДеРамус — Микки, художник-карикатурист, младше остальных на один курс, живёт в «Эль Ранчо»
- Вьен Хонг — Джош, имеет прозвище «Слош», отчислен из университета, живёт в «Эль Ранчо»
- Меган Уорд — Джоани, выпускница, девушка Роба
- Кристин Бауэр — Дина, бывшая девушка Джека
- Алисса Милано — Челси, подруга Микки
- Мэри Воронов — Викки, мама Джоани
- Сполдинг Грей — папа Джека
- Элизабет Руссо — мама Джека
- Джон Рис-Дэвис — Лютер, профессор искусства
- Мередит Селенджер — эпизод, фанатка комиксов, берёт автограф у Микки

Некоторые актёры, которые потом стали большими звёздами, имели в этом фильме небольшие эпизодические роли, например Мэттью Макконахи (парень, который предлагает грузовик в аренду), Мэтт Деймон (Эдгар Падхоукер, у него отбирают пригласительный флаер на вечеринку), Брендан Фрэйзер и Лиа Ремини (парень и девушка спорящие в автобусе).

## Музыкальное сопровождение
Музыка для фильма была сочинена Уорреном Фицджералдом, гитаристом панк-рок-группы The Vandals. Музыкальным руководителем выступил басист вандалов Джо Эскаланте вместе с Лиай Воллак. Группа The Vandals исполнила и записала оригинальные темы для фильма, в том числе и «Theme from Glory Daze», которая играет во время начальных титров. Песня «It’s a Fact» из фильма в следующем году вошла в новый альбом вандалов The Quickening, а музыкальное видео на неё состояло в том числе и из кадров фильма. Саундтрек также включает и некоторые другие актуальные на тот момент панк-рок-группы, в основном из Калифорнии, в их числе NOFX, Bad Religion, Tilt, The Mr. T Experience, Assorted Jelly Beans, The Bouncing Souls и New Bomb Turks.
Члены съёмочной группы также внесли свой вклад в создание музыки для фильма. Песню «Sports Pack» поёт Винни ДеРамус (играет в фильме Микки), а режиссёр фильма Рич Уилкс играет в этом треке на барабанах, для диска же с саундтреком они назвались группой Epoxy. В сцене вечеринки жильцы «Эль Ранчо» исполняют две песни, это «Dudes of Steel Theme», её поёт Роб и «Now We Are Twenty-One», которую поёт Слош. Последняя представляет собой кавер-версию песни группы The Mr. T Experience.

### Саундтрек
Саундтрек к фильму «Блеск славы» был выпущен на Kung Fu Records в 1996 году. Альбом включает две песни не звучавшие в фильме: «Joe Lies (When He Cries)» группы The Bouncing Souls и ранее никогда не выпускавшуюся «Change the World with My Hockey Stick» группы The Vandals. Кроме того, вместо оригинальной песни «We’re Only Gonna Die» группы Bad Religion звучащей в фильме, в альбоме её кавер-версия в исполнении Sublime. Другие песни использованные в фильме, но не вошедшие в альбом это «Kill All the White Man» NOFX, «Clown Show» Ednaswap, «She Ballin'» Chappie Chap и «Acetone» Mudhoney.
| №   | Название                                | Исполнитель          | Длительность |
| --- | --------------------------------------- | -------------------- | ------------ |
| 1.  | «Theme from Glory Daze»                 | The Vandals          | 1:26         |
| 2.  | «It's a Fact»                           | The Vandals          | 2:05         |
| 3.  | «Change the World with My Hockey Stick» | The Vandals          | 2:24         |
| 4.  | «Here We Go»                            | The Bouncing Souls   | 1:59         |
| 5.  | «Joe Lies (When He Cries)»              | The Bouncing Souls   | 3:51         |
| 6.  | «I Just Wanna Do It with You»           | The Mr. T Experience | 1:59         |
| 7.  | «Please Stop Fucking My Mom»            | NOFX                 | 1:00         |
| 8.  | «Even Hitler Had a Girlfriend»          | The Mr. T Experience | 2:27         |
| 9.  | «Brain Dead»                            | Assorted Jelly Beans | 2:39         |
| 10. | «Sports Pack»                           | Epoxy                | 1:29         |
| 11. | «Country Time»                          | Hepcat               | 3:17         |
| 12. | «Crying Jag»                            | Tilt                 | 2:27         |
| 13. | «Baby»                                  | Billy Nayer Show     | 1:34         |
| 14. | «Runnin' on Go»                         | New Bomb Turks       | 2:10         |
| 15. | «The Moron Brothers»                    | NOFX                 | 2:27         |
| 16. | «Berkeley Pier»                         | Tilt                 | 3:45         |
| 17. | «We're Only Gonna Die»                  | Sublime              | 3:20         |

## Приём
Эмануэль Леви из журнала Variety отметил, что в отличие от других фильмов молодых режиссёров выходивших в это время этот фильм не тупой. Здесь действительно поднимаются серьёзные проблемы — страх молодых людей перед неизвестностью и стремление цепляться за старое и хорошо знакомое. В The New York Times вышла положительная рецензия Стивена Холдена. Автор отметил, что этот сценарий Рича Уилкса лучше, чем другие его сценарные работы («Пустоголовые», «Шутники»).
Эдуард Гутман из San Francisco Chronicle написал негативную рецензию. Он выразил мнение, что всё это было множество раз в других подобных комедиях. Барбара Шульгессе из The San Francisco Examiner была также настроена критически, описав эту работу как «очередной циничный фильм о людях в возрасте от 20, которые не знают, что делать со своей жизнью». Джоуи О’Брайан из The Austin Chronicle тоже подвергла фильм критике, назвав его данью подобным комедиям из 80-х, «эдакий „Зверинец“, но с поправкой на поколение X».
После издания фильма на DVD в 2002 году Кит Фиппс из The A.V. Club в своей рецензии сравнил его с «Забыть и вспомнить», другим фильмом из этого же времени и на эту же тему, который по его мнению лучше.